# 救世軍三聖邨劉伍英學校
救世軍三聖邨劉伍英學校（英語：The Salvation Army Sam Shing Chuen Lau Ng Ying School），為香港一所已關閉的津貼小學，於1980年創校，2010年因收生不足而「殺校」。

## 歷史
此校於1980年創校，並於同年3月1日正式開課。由於此校的開辦費用，獲時任新界鄉議局主席劉皇發捐贈，因此以其母親劉伍英之名冠名。
而在創校首年，由於尚未開辦所有級別，同區仍在施工的宣道會陳瑞芝紀念中學，曾向此校借用課室提前開辦，直至永久校舍於1981年4月完工為止。
由於三聖邨人口老化，加上此校辦學表現遜色，約於2005-06年被教育統籌局下令「殺校」，並於2010年9月16日完成清算工作後正式停辦。

## 歷任校長
- 彭振華 牧師（1980年-？，午別不詳，創校校長[3]）（2008年逝世[5]）
- 譚志明 先生（上午校）[6]
- 秦葉滿 先生（下午校，後調至同系光裕學校）
- 馬志強 先生（約1990年代，上、下午校校長，由同系田家炳學校上午校調任）[7]
- 梁紹川 先生[8]（？-2005年[9]；由同系光裕學校上午校調任）
- 陳志源 先生（2005年-？）
- 潘樹康 先生[10]（後出任慈幼學校校長）
- 趙憲博 先生（？-2010年，末任校長）[11]

## 校舍
此校為一所經擴建的後期型「火柴盒」小學，佔地1,200平方米，不連地下共設6層，設24間課室及少量特別室，並曾於2002-04年間加建新翼。
雖然劉伍英學校已於2010年停辦，校舍亦已丟空一段時間。然而，每逢區議會選舉，當局仍會徵用此空置校舍，作為屯門區議會三聖選區的其中一個票站。
按照政府最初的決定，打算將此校舍改作智障兒童學校，並擬於2020年開課，但計劃一直未有進展。其後，由於公屋輪候時間延長至6年以上，政府決定將校舍改作過渡性房屋「齊+」，並由救世軍（原辦學團體）經營5年，提供120伙。改裝工程已於2021年尾開始，並於2022年第三季落成。

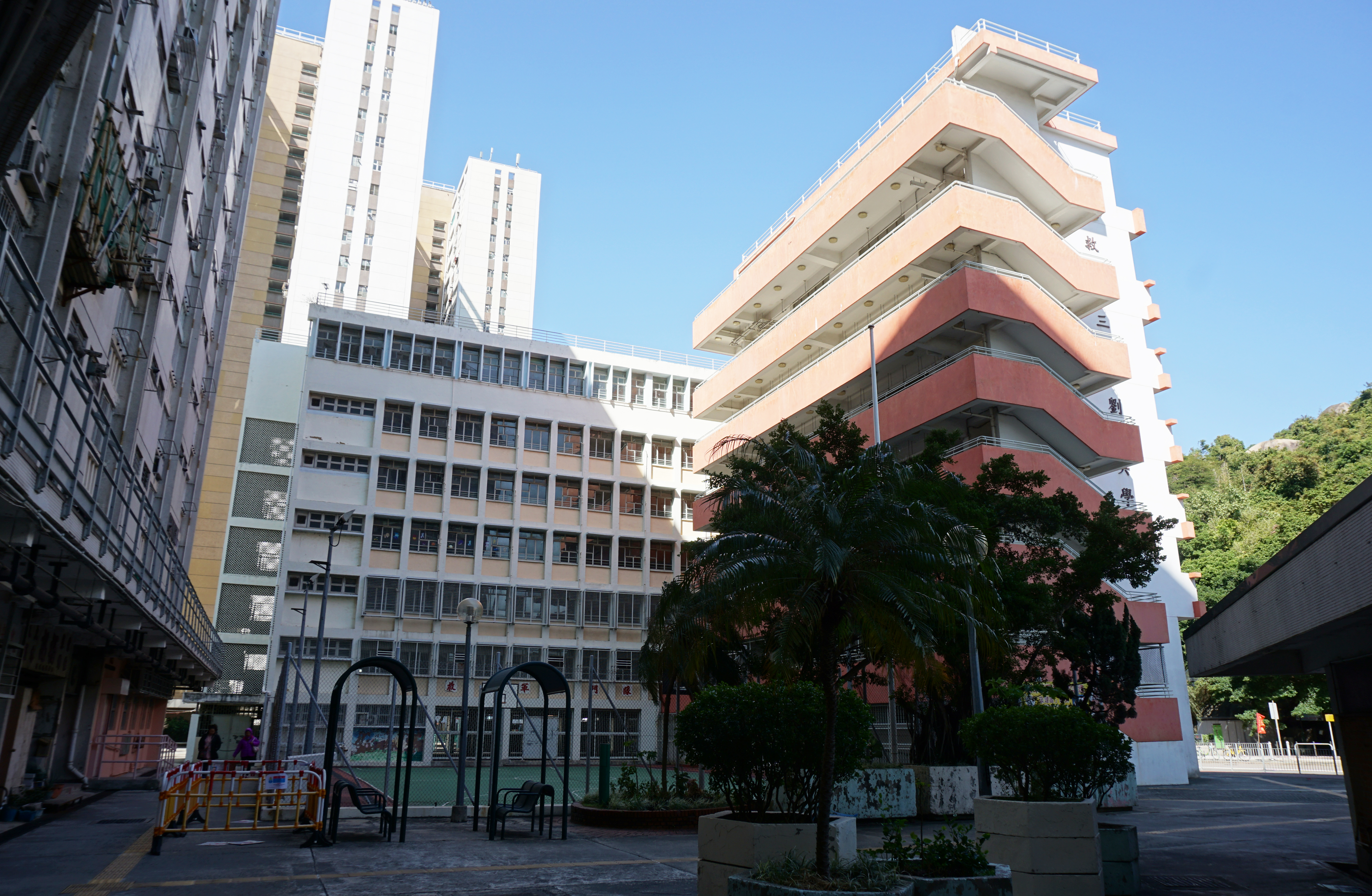
已停用的前劉伍英學校校舍（2018年1月）
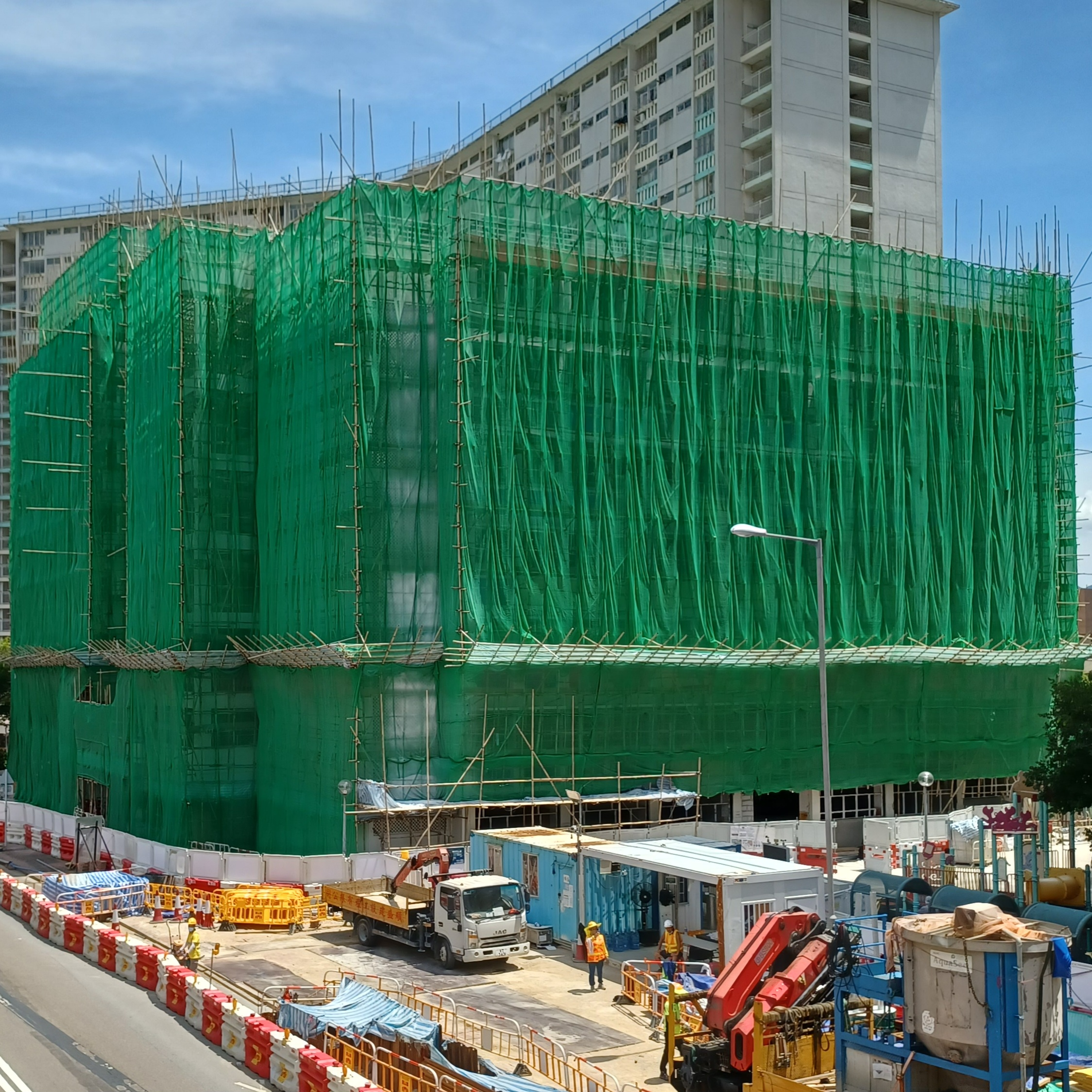
正在進行改建工程的前劉伍英學校校舍（2022年8月）
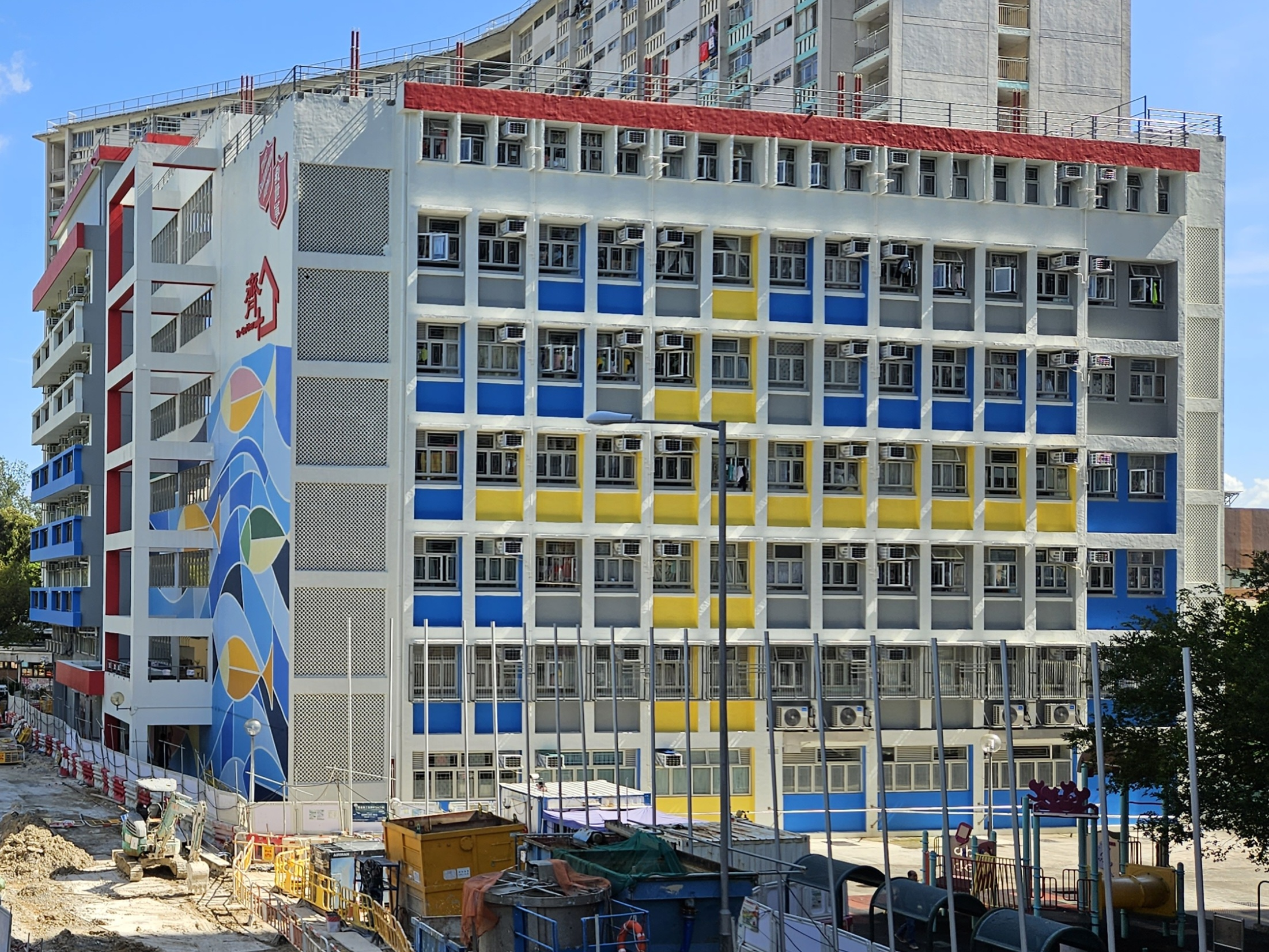
過渡性房屋「齊+」（2023年9月）

## 爭議
- 於此校停辦7年後，救世軍再投得粉嶺近皇后山邨、現為同系皇后山學校的小學校舍。事後，有份參與競投的教育評議會執委曹啟樂，於網媒《灼見名家》上發表評論文章，批評政府分配建校用地時偏袒大型社福機構，更以此校被勒令停辦為例，不點名指責救世軍辦學往績遜色，因此不應再獲分配新校[16]。

## 外部連結
- 救世軍三聖邨劉伍英學校官方網頁（存檔）